# Een dubbeltje te weinig
Een dubbeltje te weinig is een Nederlandse film uit 1991 van André van Duren. Hij is gebaseerd op een scenario van Peter van Gestel. De film heeft als internationale titel A Penny Too Short.

## Cast
| Acteur              | Personage               |
| ------------------- | ----------------------- |
| Boris Rodenko       | Jop                     |
| Dokus Dagelet       | Ankie                   |
| Henriëtte Tol       | To Ruif                 |
| Hans Hoes           | Jaap Omvlee             |
| Kees Hulst          | Jan Ruif                |
| Johan Ooms          | Johannes Pieterman      |
| Wim Kouwenhoven     | Joris Donker            |
| Han Römer           | Ambtenaar sociale zaken |
| Hammy de Beukelaer  | Kastelein               |
| Lettie Oosthoek     | Moeder van To           |
| Jan Wegter          | Vader van To            |
| Ottolien Boeschoten | Vriendin van To         |
| Con Meyer           | Fietsenmaker            |
| Marijon Luitjes     | Verjaardagsgaste        |
| Gwen Eckhaus        | Verjaardagsgaste        |